# Jack Clarke
Jack Clarke (Effingham, Surrey, 1 de Março de 1988) é um automobilista britânico.

## Carreira
Jack Clarke começou nos monolugares em 2006, no campeonato do Reino Unido de Fórmula BMW. Disputou 20 corridas na temporada, acabando a temporada em 6º na Rookie Cup e ganhando experiência. Competiu neste ano na final mundial de Fórmula BMW contra os seus futuros rivais no Campeonato de Fórmula Dois da FIA em 2009 Robert Wickens e Tobias Hegewald.
Em 2007, Jack Clarke foi para a Fórmula Palmer Audi, demonstrando o seu ritmo, obtendo um sexto lugar na sua única segunda corrida em Silverstone. Seguiram-se uns quarto e quinto lugares no circuito de Brands Hatch GP, antes de uma superba ronda tripla no circuito de Brands Hatch Indy, com uns segundo e terceiro lugares a acrescer à sua primeira vitória no campeonato. Acabou a época com mais uma vitória, em Croft, e terminou a temporada no 4º lugar final.
Jack Clarke correu no Troféu de Outono de Fórmula Palmer Audi em 2007, correndo com os seus futuros rivais na Campeonato de Fórmula Dois da FIA em 2009 Jason Moore e Alex Brundle. Acabou o campeonato em terceiro, com uma vitória e 4 pódios ao longo das seis corridas.
Em 2008, Jack Clarke fez duas corridas na Taça Porsche Carrera Grã-Bretanha, mantendo o seu compromisso com a Fórmula Palmer Audi, quer no seu campeonato regular, quer no seu Troféu de Outono. Neste ano, teve novo fim-de-semana de sucesso no circuito de Brands Hatch GP, vencendo na ronda 12, tendo também uma vitória em Oulton Park e sete pódios ao longo da época. Acabou em 5º no fim do campeonato.
Em 2008, Jack Clarke competiu outra vez no Troféu de Outono de Fórmula Palmer Audi, tendo uma vitória, dois pódios e três classificações nos oito primeiros, terminado o Troféu em quarto.
Em 19 de Julho de 2009, envolveu-se, indiretamente, na trágica morte do seu companheiro de F2 Henry Surtees, filho do ex-campeão de F1 John Surtees, quando sua roda se soltou em uma batida na barreira de pneus da curva Westfield, em Brands Hatch, e atingiu a cabeça de Surtees, que vinha logo atrás. Henry perdeu a consciência e foi parar no muro. Foi levado ao hospital, mas não sobreviveu.

### Registo nos monolugares
| Época | Campeonato                              | Vitórias | Pole Positions | Pontos | Lugar Final |
| ----- | --------------------------------------- | -------- | -------------- | ------ | ----------- |
| 2006  | Fórmula BMW Reino Unido                 | ND       | ND             | ND     | 22º         |
| 2007  | Fórmula Palmer Audi                     | 2        | 2              | ND     | 4º          |
| 2007  | Troféu de Outono de Fórmula Palmer Audi | 1        | 1              | ND     | 3º          |
| 2008  | Fórmula Palmer Audi                     | 2        | ND             | ND     | 5º          |
| 2008  | Troféu de Outono de Fórmula Palmer Audi | 1        | 2              | ND     | 4º          |
| 2009  | Campeonato de Fórmula Dois da FIA       | ND       | ND             | ND     | 18º         |